# Punto de inflamabilidad

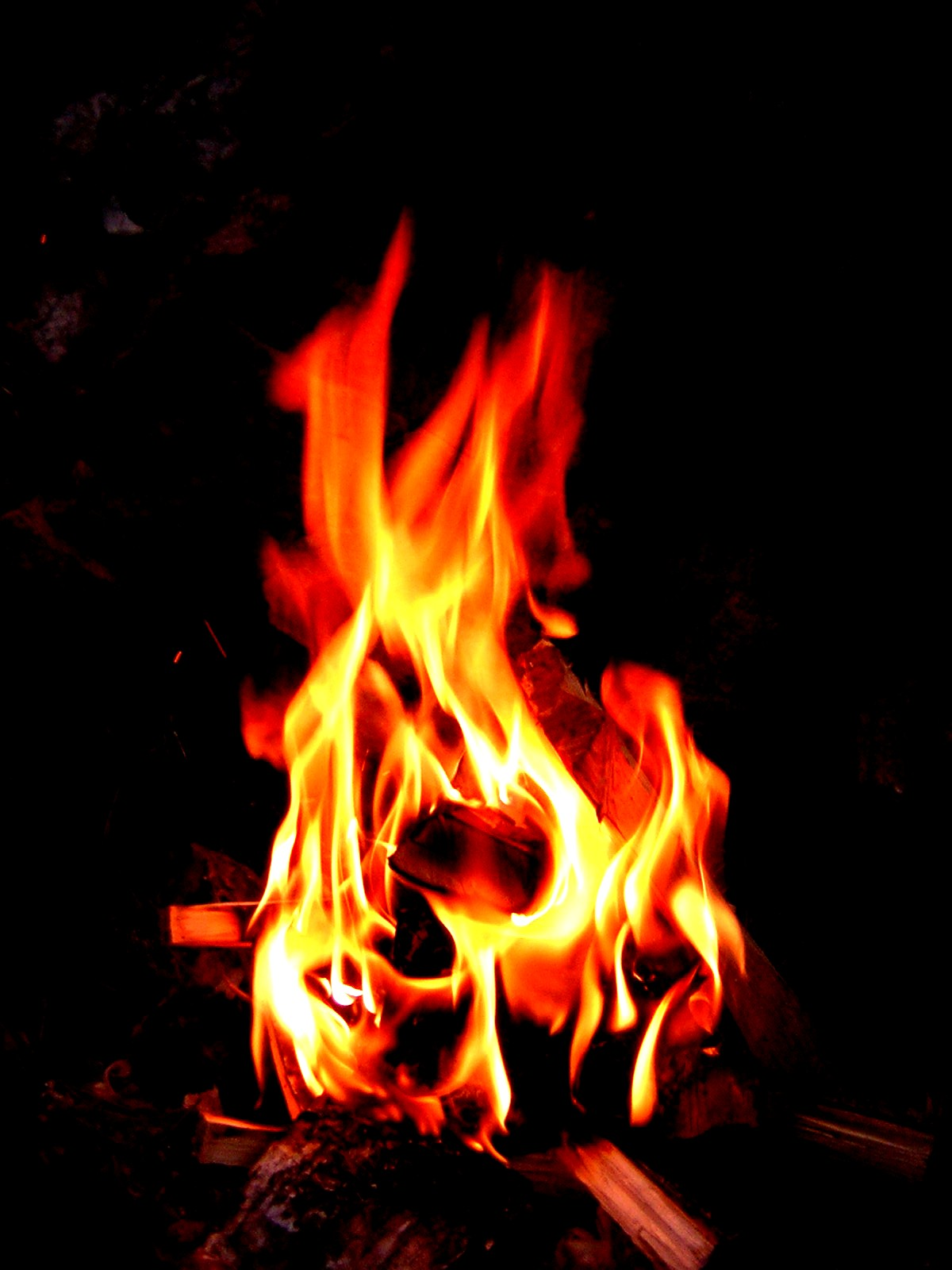
Combustión de una sustancia.

El punto de inflamabilidad o punto de destello es el conjunto de condiciones de presión, temperatura, mezcla de gases en que una sustancia combustible/inflamable, normalmente un líquido, produce suficientes vapores que, al mezclarse con el aire, se inflamarían al aplicar una fuente de calor (llamada energía de activación) a una temperatura suficientemente elevada. 
No debe confundirse el punto de inflamabilidad con el punto de ignición o de inflamación, ni con el punto de autoignicion o autoinflamación. En el punto de ignición la tasa de producción de vapores es lo suficientemente alta como para que se mantenga la llama por sí misma al retirar la fuente de calor externa. En el punto de autoignición o autoinflamación, la sustancia empieza a arder de forma espontánea, sin necesidad de una fuente de calor externa. Ni el punto de inflamación ni el punto de ignición dependen de la temperatura de la fuente de ignición, que es usualmente mucho mayor. 
Si se consideran unas condiciones normales de presión (presión atmosférica normal de 101,3 kPa), esas condiciones se reducen a una temperatura mínima y una proporción determinada de vapor de combustible en el aire ambiente, que puede darse en una pequeña parte del mismo. Son importantes tanto la temperatura como la proporción de la mezcla. De hecho la temperatura puede ser relativamente baja, la mayoría de las veces inferior a las normales en el ambiente, pero a esa temperatura los combustibles líquidos empiezan a desprender vapores que, al mezclarse con el oxígeno del aire u otro comburente, pueden dar las condiciones, para que cualquier chispa que alcance la temperatura de ignición necesaria, inicie el fuego. Entre estas condiciones es fundamental la proporción de los gases con el aire y, tanto si la proporción de gases es escasa, como si es excesiva, no se producirá la ignición.
Para medir el punto de inflamabilidad se usa el aparato de Pensky-Martens.

## Líquidos
El punto de inflamación es una característica descriptiva que se utiliza para determinar el riesgo de incendio de líquidos, y permite distinguir líquidos inflamables de líquidos combustibles. Los líquidos que tienen un punto de inflamación inferior a 37,8 o 60,5 °C (100,0 o 140,9 °F), dependiendo de la norma que se utilice, se llaman inflamables, mientras que los líquidos que tienen un punto de inflamación por encima de esa temperatura se llaman combustibles.

## Mecanismo
Cada líquido tiene una presión de vapor, que es función de la temperatura de dicho líquido. A medida que aumenta la temperatura, aumenta la presión de vapor. A medida que aumenta la presión de vapor, la concentración de vapor del líquido inflamable en el aire aumenta. Por lo tanto, la temperatura determina la concentración de vapor del líquido inflamable en el aire.
Es necesaria una cierta concentración de vapor en el aire para mantener la combustión, la cual es diferente para cada líquido inflamable. 

## Medición
Hay dos tipos básicos de medición del punto de destello: Taza Abierta y Taza Cerrada.
En la configuración a Taza Abierta la muestra está contenida en una taza abierta que se calienta, y a distintas temperaturas se acerca una llama a la superficie. El punto de inflamación variará con la altura a la que se coloque la llama por encima de la superficie del líquido. A una altura suficiente la temperatura de punto de relámpago coincidirá con el punto de ignición.
Hay dos tipos de dispositivos de Taza Cerrada: no equilibrado, donde los vapores sobre el líquido no están en equilibrio térmico con el líquido, y equilibrado, donde los vapores se considera que están en equilibrio térmico con el líquido. En ambos casos las copas están selladas con una tapa a través de la cual se puede introducir la fuente de ignición. Los dispositivos tipo Taza Cerrada normalmente registran valores más bajos para el punto de destello que los tipo Taza Abierta (normalmente, un 5-10 °C o 9-18 °F más bajo) y son una mejor aproximación a la temperatura a la cual la presión de vapor alcanza el límite inferior de inflamabilidad.
El punto de relámpago es una medición empírica, no un parámetro físico fundamental. El valor medido puede variar con el equipo y protocolo de ensayo. Otras variables son el tiempo permitido para la muestra se equilibre, el volumen de la muestra y si la muestra se ha agitado.

## Temperatura de inflamabilidad de algunas sustancias
| Combustible          | Temperatura (en grados Celsius) | Temperatura (en grados Fahrenheit) |
| -------------------- | ------------------------------- | ---------------------------------- |
| Alcohol etílico      | 12 °C                           | 53.6 °F                            |
| Alcohol metílico     | 11 °C                           | 51.8 °F                            |
| Alcohol isopropílico | 11.7 °C                         | 53.1 °F                            |
| Alcohol propílico    | 15 °C                           | 59 °F                              |
| Alcohol butílico     | 37 °C                           | 98 °F                              |
| Gasolina             | -40 °C                          | - 40 °F                            |
| Nafta de petróleo    | -2 °C                           | 28.4 °F                            |
| Queroseno            | 38 °C a 72 °C                   | 100.4 °F a 161.6 °F                |
| Gasóleo              | 52 °C a 96 °C                   | 125.6 °F a 204.8 °F                |
| Benceno              | 20 °C                           | 68.0 °F                            |
| Hexano               | -28 °C                          | -18.4 °F                           |
| Tolueno              | 9 °C                            | 48.2 °F                            |
| Furfural             | 62 °C                           | 143.6 °F                           |